# الدول (تعز)
الدول هي إحدى قرى الجمهورية اليمنية. وهي تتبع جغرافيًا لمحافظة تعز. وإداريًا لمديرية التعزية. يبلغ تعداد سكانها 1514 نسمة حسب الإحصاء الذي جرى عام 2004.